# Microregione di União da Vitória
União da Vitória è una microregione del Paraná in Brasile, appartenente alla mesoregione di Sudeste Paranaense.

## Comuni
È suddivisa in 7 comuni:
- Bituruna
- Cruz Machado
- General Carneiro
- Paula Freitas
- Paulo Frontin
- Porto Vitória
- União da Vitória